# Mycale paschalis
Mycale paschalis är en svampdjursart som beskrevs av Desqueyroux-Faundez 1990. Mycale paschalis ingår i släktet Mycale och familjen Mycalidae.
Artens utbredningsområde är havet utanför Chile. Inga underarter finns listade i Catalogue of Life.